# Bộ Ngoại giao Nga
Bộ Ngoại giao Liên bang Nga (tiếng Nga: Министерство иностранных дел Российской Федерации) là cơ quan chính phủ có trách nhiệm dẫn dắt chính sách đối ngoại của Liên bang Nga.

## Danh sách bộ trưởng
- Andrey Kozyrev (1991–1996)
- Yevgeny Maksimovich Primakov (1996–1998)
- Igor Sergeyevich Ivanov (1998–2004)
- Sergey Viktorovich Lavrov (2004–nay)

 Tư liệu liên quan tới Ministry of Foreign Affairs of Russia building tại Wikimedia Commons